# Lars Westerberg (företagsledare)
Lars Erik Westerberg, född 1948, är en svensk företagsledare, som är civilekonom och civilingenjör, samt reservofficer i Flygvapnet.
Lars Westerberg är sonson till entreprenören Charles Westerberg och son till direktören Hans Westerberg (född 1921), samt bror till Per Westerberg.
Han har varit verkställande direktör i Gränges, Esab och  Autoliv. Han har varit styrelseordförande i Husqvarna AB, Autoliv AB och Vattenfall. Han har varit styrelseledamot i  AB Volvo, Sandvik AB, SSAB, Ahlsell AB, Haldex AB och Electrolux AB. Han är (2020) styrelseledamot i bland annat Plastal AB och Stena AB.
I mars 2011 uppdagades det att Westerberg i sin roll som ordförande i Vattenfall hade beviljat den avgående VD:n Lars G. Josefsson en ersättning om 12 miljoner i strid med statens riktlinjer för ersättningar till ledande befattningshavare i statliga bolag. Ersättningen hade dessutom hemlighållits av Vattenfall. Detta ledde till att finansmarknadsminister Peter Norman meddelade Westerberg att han ej skulle få förnyat förtroende vid bolagsstämman i april 2011, varvid Westerberg valde att med omedelbar verkan avgå från sin ordförandepost.
År 2002 kidnappades Lars son Erik Westerberg och kidnapparna försökte tillskansa sig en lösensumma. Kidnappningen slutade dock lyckligt och sonen klarade sig utan fysiska skador. Kidnapparna dömdes till 12 års fängelse.
Westerberg är ledamot av Kungliga Ingenjörsvetenskapsakademien, avdelning VI, sedan 2005.